# Cerro La Vieja
La Cerro La Vieja (8°42′32″N 71°52′34″O / 8.7089, -71.8762) es un pico de montaña ubicado al norte de Mucuchíes en el corazón del Parque nacional Sierra de La Culata, estado Mérida, Venezuela. A una altitud de 3.714 m s. n. m. el Cerro La Vieja es una de las montaña más alta en Venezuela.

## Ubicación
El Cerro La Vieja se encuentra en una aislada cordillera al oeste de la carretera a Piñango y al sur de Torondoy. Para subir el Cerro La Vieja se suele comenzar a nivel la aldea de Mucumpís hasta el sector Las Playitas, rodeado por ríos, cascadas y vegetación característica del páramo andino.